# 壘固鎮區
壘固鎮區為緬甸克耶邦壘固縣的鎮區。2014年人口128,401人，區域面積1,537平方公里。該鎮區轄下177個村莊。壘固為該鎮區之首府。